# Le Rivage de l'exil
Le Rivage de l'exil est un roman macédonien de Luan Starova publié aux éditions de l'Aube en 2003.

## Trame narrative
Le récit relève de la chronique familiale, l'histoire d'une famille, d'origine partiellement souliote, donc de Soúli, en Épire, longtemps partie de l'Empire ottoman, excentrée et relativement protégée.
La famille vit un certain temps en Albanie (République albanaise (1925-1928) puis Royaume albanais (1928-1939)). Les régimes politiques et les dominations importent et s'imposent, avant, pendant et après le Lac d'Ohrid, puisque la famille décide de quitter Pogradec (Préfecture de Korçë), de nuit, par barque, pour rejoindre l'autre rive du lac d'Ohrid, à Ohrid même ou un des villages proches. Il faut alors reconstituer une vie sociale, se considérer comme réfugié albanais, au sein de sa communauté, ou demander la nationalité macédonienne, donc yougoslave.  
Le père est cadi, juge de droit coranique, formé à Istanbul, et fait fonction quelques années de juge socialiste, apprécié. Il est instruit, juriste, bibliophile, historien (amateur), capable de comprendre les vieux textes juridiques ottomans (souvent nécessaires pour les affaires de propriété), et d'établir des généalogies, dont d'abord celle compliquée de sa propre famille. Les enfants sont éduqués en Macédoine pour rendre possible la meilleure insertion dans le pays d'accueil : hydraulicien, vétérinaire, médecin.
Les frontières, les pouvoirs, les empires, les religions, les idéologies, le régimes varient, séparent les branches de toutes les familles. 
Le janissariat apparaît au père comme l'institution fondatrice de l'empire ottoman, particulièrement dans les Balkans.
Cette simple histoire familiale évoque et permet de mieux comprendre l'histoire collective, pendant le tumultueux XXe siècle, de la plupart des communautés et minorités qui vivent dans les Balkans. Les dates, les événements politiques, les noms des dirigeants et des régimes sont globalement gommés : méfiance, délation, dissimulation, bêtise des idéologies ! Et tentative toujours renouvelée de fuir les guerres et les tyrannies à venir, dans l'espoir silencieux des pauvres.
Le père fait l'historique des frontières, la mère collectionne les clés (en métal, bois, pierre) de toutes les maisons que la famille a habitées : chacune est une fermeture et en même temps une ouverture. Et nul ne peut plus emporter avec lui dans son exil le seuil en pierre de sa maison. Le père entraîne ses fils dans ses pérégrinations dans cette zone de trois frontières : lac d'Ohrid, monts Galitchitsa, lac Prespa, Drin noir, Struga, et vue sur la Grèce si proche.
Il leur transmet aussi le goût de l'honneur, du silence et des polyphonies tosques.
Les fils, dont le narrateur, apprécient également les livres de [leur] père, le temps des chèvres (quand le cadi contourne l'interdiction officielle d'élever des chèvres, pour se consacrer uniquement au labourage en zone montagneuse), l'éducation en général, et le monastère Saint-Naum où on dispense un stage d'enseignement marxiste, principalement parce qu'on peut y disposer d'un bon point de vue sur la rive d'en face, où une partie de la famille est restée.

## Personnages
La famille du personnage principal, double de l'auteur, n'est presque jamais nommée. Les seuls noms et prénoms sont ceux du frère du père, Qemal Zagortchani, transfuge d'Albanie, devenu, contre son gré, Kemal Balipacha, pour être admis en Turquie.
Les personnages extérieurs à la famille sont peu nombreux, et leurs parcours, traditions et discrétion sont proches. Il peut suffire d'enterrer les fusils, de cultiver son jardin, d'installer des ruchers, pour essayer de mieux vivre ensemble.

## Éditions
- Balkanski Kluc (1995)
- Presadena Zemja (1998, Une terre transplantée)
- Le rivage de l'exil, Éditions de l'Aube, 2003, 288 pages  (ISBN 978-2-876-788-602)

## Réception
Les recensions francophones sont peu nombreuses mais très bonnes.
La préface d'Edgar Morin resitue bien le texte dans le contexte du communisme stalinien et du communisme yougoslave.